# Le Mariage (projet de Dostoïevski)
Pour les articles homonymes, voir Le Mariage.
Le Mariage (en russe : Брак) est un projet de roman de Fiodor Dostoïevski qui n'a pas été réalisé. Le sujet en est l'histoire déchirante de l'union entre deux personnes dissemblables. Les ébauches matérielles du roman ont été publiées pour la première fois en 1935.

## Origine de l'idée
À la fin de l'année 1864, début 1865, Dostoïevski travaillait sur un projet; une aventure inouïe, celle d'un homme respectable qui est avalé vivant par un crocodile et ce qui en résulte. Ce projet est devenu la nouvelle Le Crocodile. Les brouillons préparatoires du roman imaginé sous le nom Le mariage se trouvent parmi les documents préparatoires de cette histoire de crocodile.,,.
Les critiques littéraires ont remarqué les nuances autobiographiques possibles, faites des souvenirs de sa relation avec Maria Dmitrievna Dostoïevskaïa, sa première épouse décédée en 1864. Il faut également être attentif aux liens entre le roman et les lettres adressées à Alexandre Wrangel,. Répondant à son ami de longue date, l'écrivain évoque les circonstances difficiles de sa vie avec la mort, la même année 1864, de son frère Mikhaïl Dostoïevski et de son épouse . Dostoïevski décrit également son état à l'époque de la conception de son roman dans ses lettres: « Et voilà que j'étais seul et que cela m'effrayait. Toute ma vie s'est coupée en deux […] et c'est pourquoi je ne savais pas pourquoi vivre encore […] Tout autour de moi était froid et vide […] L'angoisse, l'amertume, la plus froide des vanités ».

## Matériaux du roman
De l'avis des critiques littéraires, Dostoïevski a développé avec passion le sujet de l'histoire déchirante entre des personnalités dissemblables . L'héroïne principale, dans le projet de roman, devait hériter des traits de la princesse Katie du récit Nétotchka Nezvanova,. En même temps elle devait également suivre les références des notes autobiographiques de l'écrivain à propos de sa première épouse Maria Dmitrievna Dostoïevskaïa. Les premiers documents du roman Le Mariage ont été publiés par le critique littéraire Leonid Grossman en 1935 seulement,,. On trouve des notes du récit dans les cahiers de la revue littéraire L'Époque des frères Mikhaïl et Fiodor Dostoïevski, et dans le second bloc-note du roman Crime et Châtiment.
Maria Dmitrievna Dostoïevskaïa, d'où est issu le personnage principal est faite de contradiction et de moquerie,. Elle connaît la noblesse de son mari, mais manque tout à fait d'amour pour lui: « elle lui reconnaît sa vertu , combien elle lui doit et comme il est bon, elle le prend avec passion, dans les larmes, et termine en se moquant de lui».
L'action du roman devait commencer par la jeunesse de l'héroïne, qui avait perdu son père encore jeune et évoquait toujours sa propre vie en évoquant inéluctablement la mort. L'histoire principale est celle d'un mariage qui échoue avec un clerc ou un auditeur: «cela ne va pas, les chemins ne se croisent pas». Puis l'héroïne rencontre un jeune prince, pour qui apparaît « un sentiment immédiat». Le triangle amoureux qui s'est ainsi formé apparaît avec tout ce qu'il comprend de dramatique et doit servir de conflit principal au roman. Les critiques ont souligné combien cette idée représentait de déchirure morale, bien que le sujet de la trahison et du duel raté soit assez répandue.
C'est ici qu'apparaissent deux motifs importants: le fait que le héros devient la risée de tous tandis que l'héroïne devient folle et se retrouve dans une clinique psychiatrique. Ce sont des motifs que l'on retrouve d'une manière ou d'une autre dans les romans de Dostoïevski dans ses romans L'Idiot, Crime et châtiment, Humiliés et Offensés, et dans lé récit Nétotchka Nezvanova .
Finalement se produit une purification mutuelle des héros. Le personnage principal « la cherche, la trouve ». Sa purification a lieu par la souffrance et l'angoisse. L'héroïne «renaît dans une nouvelle vie et meurt en aimant ».